# Селлін
Селлін (фр. Seulline) — муніципалітет у Франції, у регіоні Нижня Нормандія, департамент Кальвадос. Селлін утворено 1 січня 2016 року шляхом злиття муніципалітетів Кульвен i Сен-Жорж-д'Оне. Адміністративним центром муніципалітету є Сен-Жорж-д'Оне. Населення — 1304 особи (01.01.2021).